# Kliševo
Kliševo falu Horvátországban, Dubrovnik-Neretva megyében. Közigazgatásilag Dubrovnik községhez tartozik.

## Fekvése
A Dubrovnik városától légvonalban 11, közúton 20 km-re északnyugatra a tengermelléken, a Gromačából Orašacba menő út mellett fekszik.

## Története
Kliševo területe már ősidők óta lakott. Az itt élt első ismert nép az illírek voltak, akik az i. e. 2. évezredtől fogva éltek itt magaslatokon épített erődített településeken és kövekből rakott halomsírokba temetkeztek. Halomsírjaikból egy tucat található a település határában is. Az illírek i. e. 35-ig uralták a térséget, amikor Octavianus hadai végső győzelmet arattak felettük. A Nyugatrómai Birodalom bukása után 493-tól a keleti gótok uralták a területet. 535-ben Dalmáciával együtt a Bizánci Császárság uralma alá került. A horvátok ősei a 7. században érkeztek Dalmáciába és csakhamar megalapították első településeiket. Ezek elsőként a termékeny mező melletti, ivóvízzel rendelkező helyeken alakultak ki.
A horvát tengermelléknek ez a része a Neretvától Dubrovnik városáig a középkori Zahumljéhez tartozott, mely kezdetben a horvát nemzeti királyoktól, majd a 12. századtól a horvát-magyar királyoktól függőségben (Hum, Chum néven) önálló hercegséget képezett. Mihály humi herceget („dux Chulmorum”) már a 10. században említik. A 12. században a Zahumlje térségének zavaros történeti időszakában átmenetileg a raškai uralkodók uralma alá került, de 1154-ben Borics bosnyák bán megszerezte tőlük. 1198-ban Endre horvát-szlávón herceg visszaszerezte a magyar koronának, de ténylegesen a Nemanjić-dinasztia hercegei uralkodtak felette. 1326-ban újra a bosnyák bánok uralma alá került, majd Dusán István szerb király foglalta el. 1362-ben visszaszerezték a horvát-magyar királyok, majd 1382-ben I. Tvrtko bosnyák király kezére került. Végül 1399-ben megszerezte a Raguzai Köztársaság. A kliševói Szent Mihály plébániát 1620-ban alapították hat település Ljubač, Gromača, Kliševo, Mrčevo, Mravinjac és Riđica hívei számára.
A Raguzai Köztársaság bukása után 1806-ban Dalmáciával együtt ez a térség is a köztársaságot legyőző franciák uralma alá került, de Napóleon bukása után 1815-ben a berlini kongresszus Dalmáciával együtt a Habsburgoknak ítélte. A településnek 1857-ben 146, 1910-ben 177 lakosa volt. 1918-ban az új szerb-horvát-szlovén állam, majd később Jugoszlávia része lett. A délszláv háború során 1991. október 1-jén kezdődött a jugoszláv hadsereg (JNA) támadása a Dubrovniki tengermellék ellen. Az elfoglalt települést a szerb erők kifosztották és felégették. 1992. májusáig lényegében lakatlan volt. A háború után rögtön elkezdődött az újjáépítés. 1996-ban földrengés okozott súlyos károkat. A településnek 2011-ben 54 lakosa volt, akik főként a turizmusból éltek, illetve mezőgazdasággal foglalkoztak.

## Népesség
| Lakosság változása | Lakosság változása | Lakosság változása | Lakosság változása | Lakosság változása | Lakosság változása | Lakosság változása | Lakosság változása | Lakosság változása | Lakosság változása | Lakosság változása | Lakosság változása | Lakosság változása | Lakosság változása | Lakosság változása | Lakosság változása |
| ------------------ | ------------------ | ------------------ | ------------------ | ------------------ | ------------------ | ------------------ | ------------------ | ------------------ | ------------------ | ------------------ | ------------------ | ------------------ | ------------------ | ------------------ | ------------------ |
| 1857               | 1869               | 1880               | 1890               | 1900               | 1910               | 1921               | 1931               | 1948               | 1953               | 1961               | 1971               | 1981               | 1991               | 2001               | 2011               |
| 146                | 148                | 178                | 188                | 184                | 177                | 169                | 151                | 153                | 153                | 126                | 109                | 88                 | 71                 | 66                 | 54                 |

## Nevezetességei
- Mihály arkangyal tiszteletére szentelt plébániatemploma 1845-ben épült a 15. századi azonos titulusú templom helyén. Felszentelése teljes megújítását követően 1898. április 17-én történt. Harangtornya 1919 és 1929 között épült, a harangokat 1936-ban vásárolták.
- Ókori halomsírok a település határában.

## Gazdaság
Gazdaságilag fejletlen elővárosi település. Lakói főként mezőgazdasággal és turizmussal foglalkoznak. Többségük a közeli Dubrovnikba jár dolgozni. A közelben építik a Ploče felől Dubrovnikba haladó autópályát, melynek megépülésétől a település gazdasági fellendülését remélik.